# Plano Brasil Maior
O Plano Brasil Maior, lançado ao vivo em 02 de agosto de 2011, foi um programa do governo federal brasileiro para aumentar a competitividade da indústria nacional, sob o lema "Inovar para Competir. Competir para Crescer". Ele traçou uma nova política industrial, tecnológica, de serviços e de comércio exterior do governo.
Entre as medidas de desoneração estavam a permissão para desconto imediato dos impostos pagos na aquisição de máquinas para a indústria e a desoneração da folha de pagamento para os setores que empregam grande volume de mão de obra, como os de confecção, calçados, móveis e programas de computadores.
As metas incluíam o aumento de investimentos em capital fixo no país, de 18,4% do Produto Interno Bruto (PIB) para 23% até 2014; a elevação do gasto privado com ciência e tecnologia, de 0,55% para 0,9%; e a ampliação da parcela da indústria no PIB, de 18,3% para 19,5%.
O Plano Brasil Maior foi parte de uma mais ampla matriz econômica, que ficou conhecida como nova matriz econômica.

## Resultado e críticas
Segundo o economista Robert Solow[carece de fontes?], por contemplar apenas incentivos fiscais (diminuição de impostos) e linhas de crédito subsidiados via BNDES como forma da promoção da inovação, o plano não contém reais medidas da promoção do desenvolvimento tecnológico, as quais seriam o principal fator que leva à inovação no longo prazo.
Anos mais tarde, após sofrer impeachment, Dilma diria várias vezes em entrevistas que seu maior erro foi ter feito tais desonerações.
Eu acreditava que, se eu diminuísse impostos, eu teria um aumento de investimentos […] Eu diminuí e me arrependo disso. No lugar de investir, eles (empresários) aumentaram a margem de lucro— Dilma Rousseff
Segundo um estudo do Instituto de Pesquisa Econômica Aplicada (IPEA), as desonerações da folha de pagamento, parte das desonerações mais amplas do Plano Brasil Maior, não geraram novos empregos. Mais tarde, na gestão de Joaquim Levy, em 2015, o governo tentou reverter essa política. Em março de 2017, Henrique Meirelles, ministro da fazendo do presidente Michel Temer, anunciou o fim das desonerações para quase todos os setores. O objetivo era conter o rombo nas contas públicas, no contexto da crise econômica de 2014 no país.